# Pfadfinder Trotz Allem
Mit dem Begriff Pfadfinder Trotz Allem (PTA) wird in der Pfadfinderbewegung die Arbeit mit Menschen mit Behinderung bezeichnet.

## Arbeitsform
Die Arbeitsform richtet sich an Menschen mit verschiedenen Behinderungsformen, meistens werden solche mit einer Körperbehinderung oder einer kognitiven Behinderung erreicht. Abhängig vom Schweregrad der Beeinträchtigung werden die Teilnehmer mit Behinderung in die üblichen Gruppen (Rudel, Sippen) integriert oder in eigenständigen Gruppen mit speziell geschulten Gruppenleitern zusammengefasst.

## Geschichte
In der Schweiz entstanden die ersten Pfadfindergruppen mit behinderten Kindern 1924. Offiziell wurde die Arbeitsform im Schweizer Pfadfinderbund jedoch erst 1945 eingeführt. 2005 gab es in der Pfadibewegung Schweiz 29 PTA-Gruppen in allen vier Sprachregionen. Die Bezeichnungen der Arbeitsform in den Sprachregionen lauten:
- Pfadi Trotz Allem – Deutschschweiz
- Scouts Malgré Tout – Romandie (französisch)
- Scout ad ogni osto – Tessin (italienisch)
- Battasendas malgra tut – Graubünden (rätoromanisch)

Vom 14. bis 16. Mai 2005 fand in Altdorf UR das erste nationale Pfadi-Trotz-Allem-Pfingstlager der Schweiz statt. Über 500 behinderte und nichtbehinderte Pfadfinder nahmen daran teil. In Österreich musste die Arbeitsform Pfadfinder Trotz Allem auf Grund eines Abkürzungskonflikts mit der Post und Telekom Austria um 1995 in Pfadfinder Wie Alle (PWA) umbenannt werden.
In Deutschland wurde die Arbeitsform nach dem Zweiten Weltkrieg in den unterschiedlichen Verbänden eingeführt.